# Anuraphis ferulae
Anuraphis ferulae är en insektsart. Anuraphis ferulae ingår i släktet Anuraphis och familjen långrörsbladlöss. Inga underarter finns listade i Catalogue of Life.